# Hippokamposz

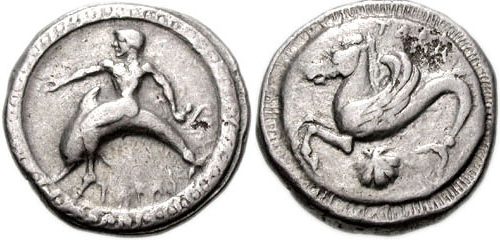
A bal oldalon egy delfinen lovagló alak, a jobb oldalon egy hippokamposz (i. e. 500 körül származó érme)

A hippokamposz egy vízen és víz alatt nagy sebességgel úszni képes, uszonnyal rendelkező ló a föníciai és a görög mitológiában. Neve ógörögül Ἱπποκάμπη vagy Ἱππόκαμπος, ami a ló és szörny szavakból tevődik össze.
Hippokamposzon ülve szokták ábrázolni a tengeri isteneket.

## Fönícia és Lüdia
A libanoni Türosz városban az i. e. 4. század körül készített fémpénzek Melqart istent ábrázolják, amint egy szárnyas hippokamposzon lovagol a tengerben, mellette delfinek láthatók. Egy arany figura került elő a kis-ázsiai Lüdia királyságából, nagyjából az i. e. 6. századi időszakból.

## Görögország és Róma

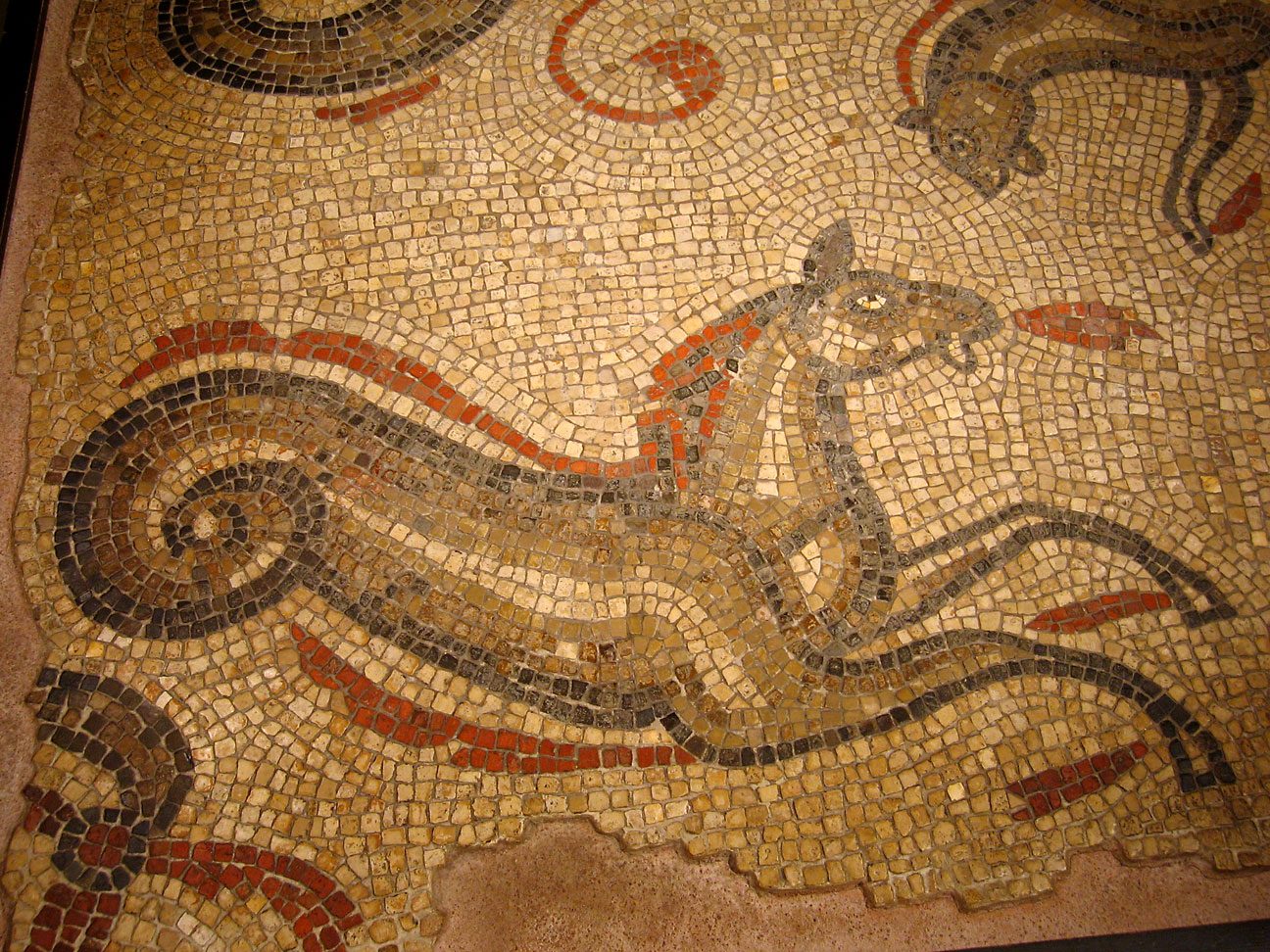
Hippokamposz egy meleg fürdőben lévő római mozaikon (Aquae Sulis fürdő, Bath, Somerset, Nagy-Britannia)